# Saint-Martin (Wallis)
Saint-Martin (VS) is een gemeente en plaats in het Zwitserse kanton Wallis, en maakt deel uit van het district Hérens.
Saint-Martin (VS) telt 879 inwoners.